# Tromantadina
Tromantadina é um fármaco utilizado em medicamentos como antiviral no tratamento contra herpes.